# GKS Bełchatów
PGE GKS Bełchatów este un club de fotbal din Bełchatów, Polonia.Echipa susține meciurile de acasă pe Stadion GKS cu o capacitate de 6.780 de locuri.

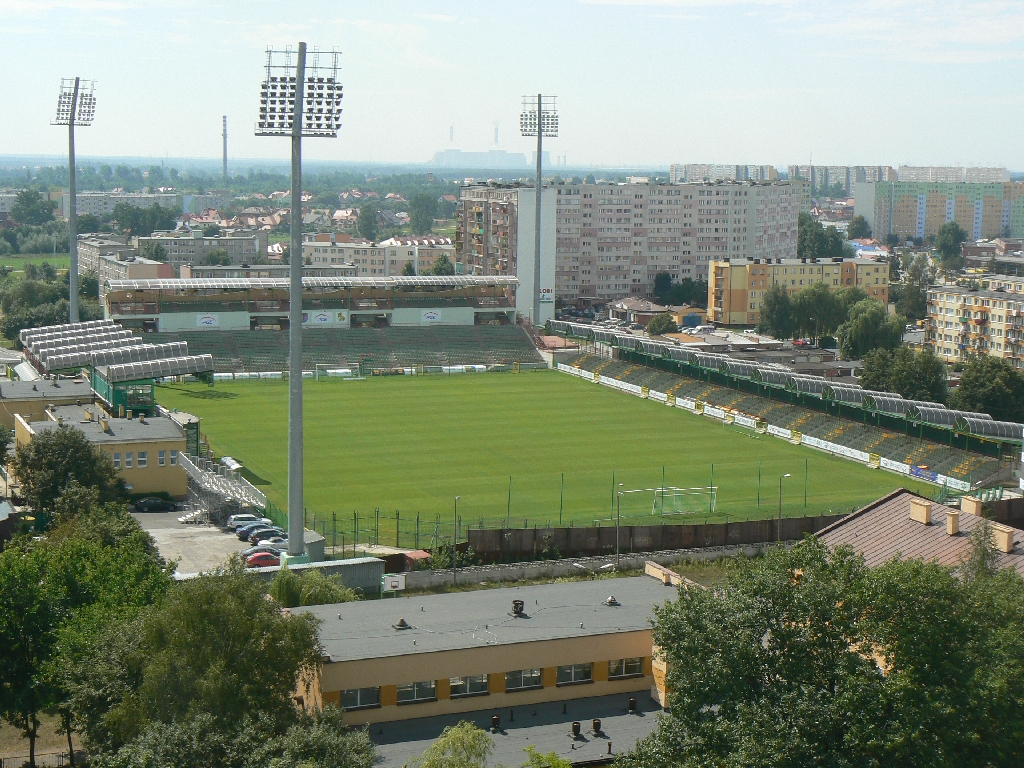
Stadion GKS Bełchatów

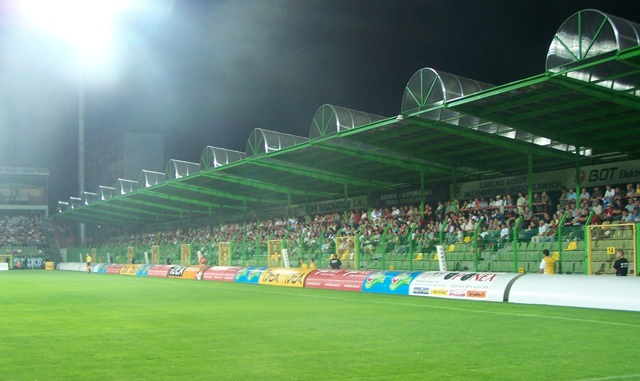
Stadion GKS Bełchatów

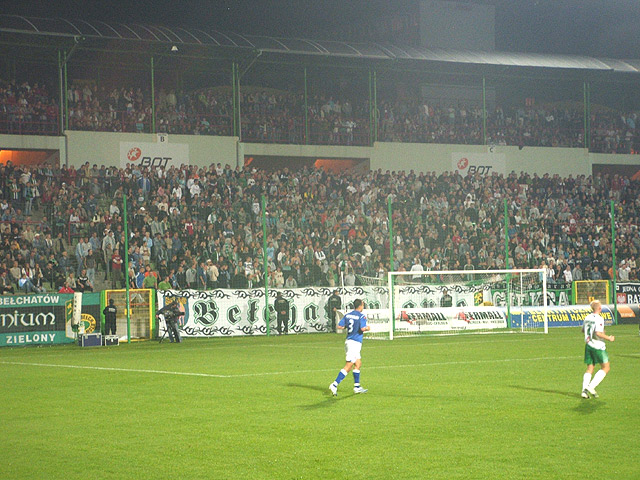
Stadion GKS Bełchatów